# Campionato sudamericano di rugby 2004
Il campionato sudamericano di rugby 2004 (in spagnolo Sudamericano de Rugby 2004; in portoghese Campeonato Sul-Americano de Rugby de 2004) fu il 26º campionato continentale del Sudamerica di rugby a 15.
Si tenne in Cile dal 24 aprile al 1º maggio 2004 tra quattro squadre nazionali e fu vinto dall'Argentina per la venticinquesima volta, quattordicesima consecutiva.
La divisione maggiore, il Sudamericano "A", si tenne in Cile presso la sede del Prince of Wales Country Club di Santiago e fu appannaggio dei Pumas; da registrare la presenza del Venezuela per la prima volta nel torneo superiore, anche se l'esperienza d'esordio si risolse in una immediata retrocessione con tre sconfitte su altrettanti incontri.
La divisione "B" si tenne a San Paolo del Brasile e servì come primo turno delle qualificazioni americane alla Coppa del Mondo 2007: la prima classificata della divisione, infatti, passò al turno successivo mentre le altre tre, insieme all'ultima classificata del Sudamericano "A", si incontrarono a girone unico a ottobre 2004 per decidere la seconda squadra ammessa al turno di qualificazione successivo.
Fu il Paraguay a vincere il torneo cadetto, mentre Brasile, Colombia e Perù dovettero contendersi un ulteriore posto insieme al Venezuela retrocesso dal Sudamericano "A".
Il valore delle marcature, come stabilito dall’IRFB nel 1992, era: 5 punti per ciascuna meta (7 se trasformata), 3 punti per la realizzazione di ciascun calcio piazzato, idem per il drop.
Ai fini della classifica, invece, per ogni incontro erano in palio tre punti per la vittoria, due per il pareggio, uno per la sconfitta in campo e zero per la sconfitta per forfait.

## Squadre partecipanti
| Sudamericano “A” | Sudamericano “B” |
| ---------------- | ---------------- |
| Argentina        | Brasile          |
| Cile             | Colombia         |
| Uruguay          | Paraguay         |
| Venezuela        | Perù             |

## Sudamericano "A"

### Risultati
| Arbitro: | Jaime Vial |

| |    |           |
| Ara Baldassari Berruti Caviglia (2) Crosa (2) Durán Grille Mosquera Pastore (2) Pereira T. Piñeyrúa | mt | Rebolledo |
| Pereira Pérez (5) Reyes (5)                                                                         | tr | Arévalo   |

| Arbitro: | Santiago Slinger |

|            |      |                                                                                 |
|            | mt   | 31’ F. Bosch 56’ Dande 64’, 80’ Núñez Piossek 69’ Martín Aramburú 80'+2’ Borges |
|            | tr   | 31’, 56’, 64’, 69’, 80’, 80'+2’ Bustos                                          |
| Onetto 13’ | c.p. | 3’ Bustos                                                                       |

| Arbitro: | Daniel Jabase |

| |      |              |
| Galindo 10’ López Fleming 15’, 76’ Leonelli 20’ tecnica 32’ Méndez 46’ Henn 56’ Núñez Piossek 63’, 66’ Senillosa 69’ | mt   | 76’ Mosquera |
| Senillosa 10’, 20’, 32’, 56’, 46’, 63’, 66’, 76’                                                                     | tr   | 76’ Pérez    |
| 3’ Senillosa | c.p. |              |
| | drop | 18’ Pereira  |

| Arbitro: | Santiago Slinger |

|                                                                                        |      |         |
| Berti Coda (2) Jímenez Jouannet (2) Llorens (4) Marín Palácios Pizarro Spencer Vergara | mt   |         |
| Onetto (10)                                                                            | tr   |         |
|                                                                                        | c.p. | Arévalo |

| Arbitro: | Carlos Risso |

| |    |             |
| Guiñazú 1’ Senillosa 3’, 9’, 19’ Higgs 11’, 16’, 40’, 41’, 54’ Bouza 13’ Martín Aramburú 24’ Sanz 33’ Albina 36’ Borges 44’, 66’ Leonelli 46’, 49’ M. Contepomi 57’ López Fleming 61’, 69’ C. Boffelli 64’, 78’ Galindo 73’ | mt | 30’ Pino    |
| Senillosa 1’, 9’, 11’, 13’, 24’, 33’, 36’ Bustos 41’, 44’, 46’, 49’, 54’, 57’, 61’, 64’, 69’ | tr | 30’ Aguilar |

| Arbitro: | Cristián Sánchez Ruiz |

|                     |      |                         |
| Echeverría 80+7’    | mt   | 20’ Grillé 59’ Campomar |
| Onetto 80+7’        | tr   | 20’, 59’ Pérez          |
| Onetto 8’ Berti 62’ | c.p. | 5’, 30’ Pérez           |

### Classifica
| Pos | Squadra   | G | V | N | P | PF  | PS  | DP   | Pt |
| --- | --------- | - | - | - | - | --- | --- | ---- | -- |
| 1   | Argentina | 3 | 3 | 0 | 0 | 261 | 20  | +241 | 9  |
| 2   | Uruguay   | 3 | 2 | 0 | 1 | 122 | 90  | +32  | 7  |
| 3   | Cile      | 3 | 1 | 0 | 2 | 111 | 68  | +43  | 5  |
| 4   | Venezuela | 3 | 0 | 0 | 3 | 18  | 334 | −316 | 3  |

## Sudamericano "B"

### Risultati
| Data       | Incontro            | Risultato | Sede      |
| ---------- | ------------------- | --------- | --------- |
| 10-10-2004 | Brasile ― Perù      | 73–3      | San Paolo |
| 10-10-2004 | Paraguay ― Colombia | 79–7      | San Paolo |
| 13-10-2004 | Brasile ― Colombia  | 74–0      | San Paolo |
| 13-10-2004 | Paraguay ― Perù     | 74–0      | San Paolo |
| 16-10-2004 | Brasile ― Paraguay  | 17–22     | San Paolo |
| 16-10-2004 | Perù ― Colombia     | 15–10     | San Paolo |

### Classifica
|  | Classifica | G | V | N | P | PF  | PS  | P±   | PT |
|  | ---------- | - | - | - | - | --- | --- | ---- | -- |
|  | Paraguay   | 3 | 3 | 0 | 0 | 175 | 24  | 151  | 9  |
|  | Brasile    | 3 | 2 | 0 | 1 | 164 | 25  | 139  | 7  |
|  | Perù       | 3 | 1 | 0 | 2 | 18  | 157 | -139 | 5  |
|  | Colombia   | 3 | 0 | 0 | 3 | 17  | 168 | -151 | 3  |